# Waltz for Debby
Waltz for Debby è un album del trio del pianista jazz statunitense Bill Evans,  pubblicato nel 1962.

## Descrizione
Il pomeriggio e la sera del 25 giugno del 1961 il Bill Evans Trio si esibì in 5 sessioni musicali dal vivo al Village Vanguard di New York, un locale che ha ospitato spesso performance di grandi musicisti jazz; dalle registrazioni di questa giornata furono ricavati due album: Sunday at the Village Vanguard e questo Waltz for Debby.
Assieme all'album “fratello”, questo album rappresenta l'apice della capacità musicale ed interpretativa del celebre Trio, che cambiò i canoni esecutivi di questo tipo di formazioni nell'ambito jazzistico. Tale culmine artistico è dovuto non solo al fatto che era in piena crescita la maturazione artistica dei tre musicisti e la loro intesa interpretativa ed esecutiva, ma anche perché fu l'ultima registrazione del trio; infatti pochi giorni dopo, il 7 luglio 1961, il contrabbassista Scott LaFaro perirà in un incidente stradale.
Questo disco uscì alcuni mesi dopo l'altro, ma non costituisce una raccolta di brani minori di quelle sessioni. Anzi, l'estensore delle note di copertina dell'LP originale, Joe Goldberg, sostiene che "quest'album è forse più rappresentativo del repertorio globale del gruppo rispetto al precedente, che era stato realizzato con uno specifico proposito" (quello di sottolineare le capacità artistiche e compositive di Scott LaFaro, appena scomparso).
Comunque sia, anche in Waltz for Debby vengono esaltate le qualità musicali che hanno caratterizzato questo trio, oltre all'innovazione apportata all'impostazione del più classico trio jazzistico (piano-contrabbasso-batteria), cioè il fatto che i tre strumenti assumono pari dignità, al contrario di quanto succedeva in precedenza e cioè che basso e batteria erano per lo più il supporto ritmico per il piano, leader indiscusso. Infatti in queste registrazioni, forse ancor più che nelle precedenti incisioni in studio, si evidenzia il continuo interscambio di ruolo primario tra il piano di Bill Evans ed il contrabbasso di Scott LaFaro, con la batteria di Paul Motian incaricata di fare da collante per l'interplay degli altri strumenti e fornendo loro, a seconda del caso, supporto o interlocuzione.
Il disco contiene alcuni standard del jazz, un brano composto dallo stesso Evans, che dà il titolo all'album, ed un brano del suo grande maestro e mentore, Miles Davis.
Il disco è stato registrato in presa diretta, senza alcun intervento di post-produzione e con in sottofondo, talvolta evidenti, il chiacchiericcio degli avventori ed il rumore delle posate. Tali rumori non tolgono nulla alla possibilità di apprezzare appieno sia le melodie, sia le tecniche esecutive dei musicisti.
La versione in CD, realizzata nel 2010 e pubblicata dalla stessa casa discografica dell'LP originale, contiene tre versioni alternative di altrettanti brani del disco in vinile e un brano non incluso nell'edizione originaria.

## Tracce
1. My Foolish Heart – 4:57 (musica: Ned Washington e Victor Young)
2. Waltz for Debby (brano musicale) – 7:00 (musica: Bill Evans)
3. Detour Ahead – 7:36 (musica: Lou Carter, Herb Ellis e John Frigo)
4. My Romance – 7:11 (musica: Richard Rodgers e Lorenz Hart)
5. Some Other Time – 4:59 (musica: Betty Comden, Adolph Green e Leonard Bernstein)
6. Milestones – 6:32 (musica: Miles Davis)

Bonus tracks del CD
1. Porgy (I Loves You, Porgy) - (G. Gershwin - Heyward - I. Gershwin) – 6:00
2. discussing repertoire – 0:30
3. Waltz for Debby (take 1) - (Evans)  – 6:49
4. Detour Ahead (take 1) - (Carter - Ellis - Frigo) – 7:15
5. My Romance (take 2) - (Rodgers - Hart) – 7:11

## Musicisti
- Bill Evans – pianoforte
- Scott LaFaro – contrabbasso
- Paul Motian – batteria